# Blue Mountain, Mississippi
Blue Mountain là một thành phố thuộc quận Tippah, tiểu bang Mississippi, Hoa Kỳ. Năm 2010, dân số của thành phố này là 920 người.

## Dân số
- Dân số năm 2000: 670 người.
- Dân số năm 2010: 920 người.